# Cheng Hui
Cheng Hui, född den 3 januari 1973 i Zigong, Kina, är en kinesisk landhockeyspelare.
Hon tog OS-silver i damernas landhockeyturnering i samband med de olympiska landhockeytävlingarna 2008 i Peking.